# M/Y Pilikia
M/Y Pilikia är en svensk motoryacht, som byggdes som M/Y Signe för Ernst Trygger 1916. Hon konstruerades av  Viktor F. Israelsson (1864 - 1931). Hon är en rundbottnad deplacementsbåt, byggd i mahogny i kravell på stål- och ekspant.